# Eicher Goodearth

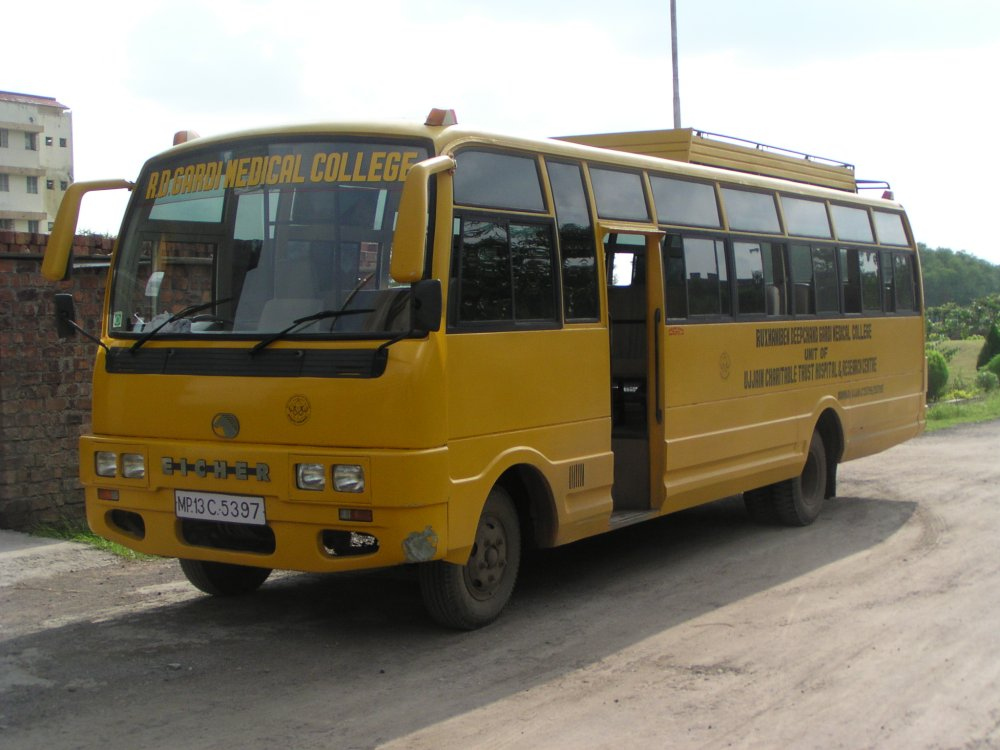
Eicher

Eicher Goodearth Ltd. — индийский производитель грузовых автомобилей, автобусов и сельскохозяйственной техники. Производит на собственных шасси городские, междугородные и школьные автобусы разных классов.
Nova 200--самый маленький автобус фирмы, длиной 4,9 метра, предназначен для городских
перевозок.
Skyline--городские и междугородные автобусы малого класса с дизельными двигателями (83 л.с.) вмещающие до 44 пассажиров. В школьном варианте может оснащаться 81-сильным двигателем
на природном газе.
Cruiser--серия городских и междугородных автобусов малого класса с дизельными двигателями (83 л.с.) рассчитанные на 33 пассажира.